# سینمای اقیانوسیه
سینمای اقیانوسیه (انگلیسی: Oceanian cinema) به مجموعه صنعت سینما در کشورهای استرالیا، نیوزیلند، فیجی و ساموآ و همچنین تولید آثار مشترک سینمایی در این مناطق اشاره دارد. اگرچه قدمت سینما در کشورهای اقیانوسیه به بیش از ۱۰۰ سال پیش می‌رسد اما رسیدن به تولید بومی برای هرکدام از این کشورها سال‌های طولانی را در پی داشت. در بین این کشورها استرالیا با فاصله زیاد موفق‌تر از ۳ منطقه دیگر قرار دارد و سینمای نیوزیلند نیز در ۲ دهه اخیر از شتاب قابل قبولی برخوردار شده‌است.